# Europejski Festiwal Lekkoatletyczny 2013
13. Europejski Festiwal Lekkoatletyczny Bydgoszcz Cup – międzynarodowy mityng lekkoatletyczny, który rozegrano 8 czerwca 2013 na stadionie imienia Zdzisława Krzyszkowiaka w Bydgoszczy. 
Transmisję z zawodów przeprowadziła TVP Sport.

## Rezultaty

### Mężczyźni
| Konkurencja:                  | 1. miejsce          | Rezultat   | 2. miejsce                   | Rezultat        | 3. miejsce         | Rezultat   |
| Bieg na 200 m                 | Maximilian Kessler  | 21,17      | Artur Zaczek                 | 21,31           | Kamil Supiński     | 21,42      |
| Bieg na 800 m                 | Szymon Krawczyk     | 1:48,33    | Artur Kuciapski              | 1:48,48 PB      | Karol Konieczny    | 1:48,70 PB |
| Bieg na 3000 m z przeszkodami | Łukasz Parszczyński | 8:26,01 SB | Wilson Maraba                | 8:31,22         | Albert Minczér     | 8:35,39 SB |
| Bieg na 110 m przez płotki    | Dominik Bochenek    | 13,72 SB   | Gianni Frankis               | 13,83           | Maciej Wojtkowski  | 14,39      |
| Skok o tyczce                 | Mareks Ārents       | 5,50 SB    | Łukasz Michalski Adam Lisiak | 5,40 SB 5,40 PB |                    |            |
| Rzut młotem                   | Paweł Fajdek        | 76,48      | Wojciech Nowicki             | 75,87 PB        | Jewhen Wynohradow  | 75,63      |
| Rzut oszczepem                | Hubert Chmielak     | 77,55 SB   | Marcin Plener                | 73,90 SB        | Krzysztof Szalecki | 73,77 SB   |

### Kobiety
| Konkurencja:                  | 1. miejsce        | Rezultat     | 2. miejsce         | Rezultat   | 3. miejsce        | Rezultat    |
| Bieg na 100 m                 | Ewa Swoboda       | 11,55 PB NYR | Lina Grinčikaitė   | 11,67      | Marta Jeschke     | 11,69       |
| Bieg na 400 m                 | Iga Baumgart      | 53,91        | Małgorzata Curyło  | 54,02 PB   | Adrianna Janowicz | 54,24 PB    |
| Bieg na 800 m                 | Eglė Balčiūnaitė  | 2:02,16 PB   | Selah Busienei     | 2:02,28 PB | Joanna Jóźwik     | 2:02,39 PB  |
| Bieg na 3000 m z przeszkodami | Alicja Konieczek  | 10:23,61     | Daria Gawłowska    | 10:31,23   | Izabela Zaniewska | 10:39,88 PB |
| Bieg na 100 m przez płotki    | Serita Solomon    | 13,30        | Sonata Tamošaitytė | 13,70 SB   | Anna Kiełbasińska | 13,71       |
| Bieg na 400 m przez płotki    | Joanna Linkiewicz | 57,04        | Emilia Ankiewicz   | 57,76 PB   | Joanna Banach     | 58,05 PB    |
| Skok o tyczce                 | Kamila Przybyła   | 4,00 PB      | Aleksandra Wiśnik  | 3,90       | Paulina Hnida     | 3,70        |